# 1919 год в музыке

## События
- 22 июля — мировая премьера балета «Треуголка» Русским балетом Дягилева в Лондоне.
- Оливер Кинг покинул Новый Орлеан.
- Коул Портер женился на Линде Ли Томас.

## Популярная музыка
- «Any Old Place With You» Лоренца Харта и Ричарда Чарльза Роджерса.
- «I Never Realized» Коула Портера.
- «I Gave Her That» Джорджа ДеСильва и Эла Джолсона.

## Награды
- Розанов, Сергей Васильевич — заслуженный артист Республики.

## Опера
- 10 октября — премьера оперы «Женщина без тени» Рихарда Штрауса.
- 11 декабря — премьера «Кето и Котэ» В. И. Долидзе.
- Завершена опера «Любовь к трём апельсинам» Сергея Прокофьева.

## Родились

### Январь
- 2 января — Ли Хуаньчжи (ум. 2000) — китайский композитор, дирижёр и музыкальный педагог
- 5 января — Ганс Генрих Эггебрехт (ум. 1999) — немецкий теоретик музыки, лексикограф и педагог
- 10 января — Александр Вайсфельд (ум. 2000) — советский и украинский скрипач и музыкальный педагог
- 18 января — Хуан Оррего Салас (ум. 2019) — чилийский композитор и музыкальный педагог
- 20 января — Вера Городовская (ум. 1999) — советская и российская исполнительница на гуслях и композитор
- 25 января — Пауль Хюппертс (ум. 1999) — нидерландский дирижёр

### Февраль
- 18 февраля — Галина Рогожникова (ум. 1999) — советский и российский хоровой дирижёр

### Март
- 7 марта — Джордж Найкруг (ум. 2019) — американский виолончелист и музыкальный педагог
- 15 марта — Джордж Авакян (ум. 2017) — американский музыкальный продюсер, педагог и историк джаза армянского происхождения
- 17 марта — Нэт Кинг Коул (ум. 1965) — американский джазовый пианист и певец
- 27 марта — Пьер Рош (ум. 2001) — французский и канадский пианист и композитор

### Апрель
- 3 апреля — Эрвин Дрейк[англ.] (ум. 2015) — американский автор песен
- 4 апреля — Харальд Андерсен (ум. 2001) — финский хоровой дирижёр и композитор
- 16 апреля — Мерс Каннингем (ум. 2009) — американский хореограф
- 29 апреля — Алла Ракха (ум. 2000) — индийский музыкант, мастер игры на табла

### Май
- 3 мая — Пит Сигер (ум. 2014) — американский певец, музыкант, автор песен и общественный активист
- 4 мая — Димитр Петков (ум. 1997) — болгарский композитор, дирижёр, музыковед и педагог
- 16 мая
  - Николай Капишников (ум. 2000) — советский и российский педагог, организатор и руководитель школьного оркестра русских народных инструментов в посёлке Мундыбаш
  - Збигнев Куртич (ум. 2015) — польский певец, композитор и гитарист
- 18 мая — Марго Фонтейн (ум. 1991) — британская балерина
- 19 мая — Мирча Кириак (ум. 1994) — румынский композитор и педагог
- 23 мая — Бетти Гарретт (ум. 2011) — американская актриса, певица и танцовщица

### Июнь
- 17 июня — Галина Уствольская (ум. 2006) — советский и российский композитор
- 27 июня — Амала Шанкар (ум. 2020) — индийская танцовщица и актриса

### Июль
- 18 июля — Тамара Чинарова (ум. 2017) — австралийская балерина украинского, армянского и грузинского происхождения

### Август
- 11 августа — Жинетт Невё (ум. 1949) — французская скрипачка
- 21 августа — Томас Рандл Рейли (ум. 2000) — британский исполнитель на губной гармонике
- 23 августа — Георгий Лепский (ум. 2002) — советский и российский художник, поэт и бард
- 24 августа — Нильс Вигго Бентсон (ум. 2000) — датский композитор, пианист, органист и музыкальный педагог
- 26 августа — Петерис Гравелис (ум. 1995) — советский и латвийский оперный певец (баритон) и педагог

### Сентябрь
- 2 сентября — Мардж Чэмпион (ум. 2020) — американская актриса, танцовщица и хореограф
- 4 сентября — Тедди Джонсон (ум. 2018) — британский певец
- 10 сентября — Ладислав Словак (ум. 1999) — чехословацкий и словацкий дирижёр
- 22 сентября — Венелин Крыстев (ум. 2015) — болгарский музыковед, общественный деятель и педагог
- 23 сентября — Богдан Папроцкий (ум. 2010) — польский оперный певец (тенор)
- 29 сентября — Марго Хильшер (ум. 2017) — немецкая актриса и певица

### Октябрь
- 2 октября — Хосе Анхель Эспиноса (ум. 2015) — мексиканский актёр и композитор
- 9 октября — Режё Шугар (ум. 1988) — венгерский композитор и музыкальный педагог
- 11 октября — Арт Блэйки (ум. 1990) — американский джазовый барабанщик
- 20 октября — Лия Оригони (ум. 2022) — итальянская певица

### Ноябрь
- 4 ноября — Гарри Ширман (ум. 2017) — советский и молдавский джазовый музыкант-мультиинструменталист, эстрадный композитор и дирижёр
- 8 ноября — Пурушоттам Лаксман Дешпанде (ум. 2000) — индийский писатель, музыкант, композитор и актёр
- 20 ноября — Генрик Томашевский (ум. 2001) — польский танцор, хореограф, театральный режиссёр и педагог
- 27 ноября — Зигфрид Науман (ум. 2001) — шведский композитор, дирижёр и музыкальный педагог

### Декабрь
- 5 декабря — Эллиот Вайсгарбер (ум. 2001) — американский и канадский композитор и кларнетист
- 8 декабря — Моисей Вайнберг (ум. 1996) — советский и российский композитор
- 20 декабря — Ираида Иванова (ум. 2002) — советский и российский хормейстер
- 21 декабря — Фредди Бальта (ум. 2002) — французский аккордеонист
- 30 декабря — Дэвид Уилкокс[англ.] (ум. 2015) — британский хоровой дирижёр, органист и композитор

## Скончались

### Январь
- 4 января — Акылбек Сабалулы (38) — казахский акын

### Февраль
- 6 февраля — Владимир Баскин (63) — русский драматург, музыкальный и театральный критик
- 16 февраля — Стефани Вурмбранд-Штуппах (69) — австро-венгерская пианистка, композитор и писательница
- 17 февраля — Ипполит Альтани (72) — русский дирижёр, хормейстер и музыкальный педагог

### Март
- 11 марта — Ярослав Гаек (36) — чешский скрипач
- 26 марта — Аугуст Вийра (65) — эстонский театральный актёр и режиссёр

### Апрель
- 25 апреля — Огастас Джульярд (83) — американский бизнесмен и меценат, президент Метрополитен-оперы

### Май
- 8 мая — Филипп Вольфрум (64) — немецкий композитор, хоровой дирижёр, музыковед и музыкальный педагог

### Июнь
- 22 июня — Юлиан Скрябин (11) — русский пианист и композитор

### Август
- 9 августа — Руджеро Леонкавалло (62) — итальянский композитор

### Сентябрь
- 11 сентября — Геза Чат (32) — венгерский писатель, музыкант и критик
- 27 сентября — Аделина Патти (76) — итальянская оперная певица (колоратурное сопрано)

### Ноябрь
- 8 ноября — Василий Безекирский (84) — русский скрипач и композитор
- 21 ноября — Уберто Бандини (59) — итальянский пианист, композитор и музыкальный педагог

### Декабрь
- 3 декабря — Николай Сулханишвили (47/48) — грузинский композитор и хоровой дирижёр
- 16 декабря — Луиджи Иллика (62) — итальянский либреттист и драматург
- 21 декабря — Луи Дьемер (76) — французский пианист и музыкальный педагог
- 27 декабря — Ахиллес Алфераки (73) — российский композитор
- 31 декабря — Мария ван Зандт (61) — американская оперная певица (сопрано)

### Без точной даты
- Степан Аббакумов (48/49) — русский дирижёр, композитор и музыкальный педагог
- Балуан Шолак (54/55) — казахский акын
- Степан Власов (64/65) — русский оперный певец (бас) и вокальный педагог